# Відьмак: Сирени глибин
«Відьмак: Сирени глибин» — це анімаційний фантастичний фільм для дорослих у всесвіті «Відьмака». Його режисером став Кан Хей Чул, а сценарій написали Майк Островскі та Рей Бенджамін.

## У ролях
- Дуг Кокл — Ґеральта з Рівії
- Джої Бейті — Любистока
- Аня Чалотра — Єннефер із Венгерберга
- Крістіна Рен — Ессі Давен
- Емілі Кері — Ш'ееназ
- Меллорі Дженсен — Мелюзіна
- Синтія Кей Маквільямс — Дахут

## Виробництво
У вересні 2021 року на Tudum: A Netflix Global Fan Event компанія Netflix вперше оголосила про розробку другого аніме-фільму після «Відьмака: Кошмар вовка». У наступні місяці виконавчий продюсер Томек Багінскі заявив, що фільм буде базуватися безпосередньо на творі Анджея Сапковського з серії «Відьмак», а не створювати нову історію з матеріалу, на який Сапковський натякає впродовж усієї серії. Пізніше виявилося, що це була новела «Маленька жертва» з «Меча призначення», коли Netflix показав назву «Відьмак: Сирени глибин» у тизерному трейлері. Netflix співпрацював з південнокорейською анімаційною студією Mir і Platige Image і Hivemind, як це було з роботою Nightmare of the Wolf. Анонс також включав випуск у 2024 році та акторський склад. Після того, як Генрі Кавілл покинув серіал, щоб озвучити Ґеральта з Рівії повернувся Дуг Кокл, який вже озвучував персонажа в серії відеоігор. Джоуї Бейті та Аня Чалотра ще раз озвучать своїх героїв з телесеріалу.  До акторського складу також приєднається а Крістіна Рен. Випуск а Крістіна Рен  було відкладено до 11 лютого 2025 року.

## Зовнішні посилання
- Відьмак: Сирени глибин на сайті IMDb (англ.)